# Маунт-Филд
Маунт-Филд (англ. Mount Field National Park) — национальный парк в штате Тасмания, Австралия.

## Описание
Парк имеет площадь 162,65 км². Пейзаж варьируется от дождевых эвкалиптовых лесов до альпийских вересковых пустошей, высшая точка парка — гора Филд-Уэст (1434 метра над уровнем моря). В парке расположены несколько озёр, оставшихся от последнего ледникового периода, в основном они относятся к типу каровых. Ближайший более-менее крупный населённый пункт — Мейдена (около 4,5 км по прямой).
Из фауны парка можно отметить малиновогрудую петроику, утконосов, вомбатов, тасманийского бандикута, ехидн, тасманийского дьявола. Из флоры — Phytophthora cinnamomi и, конечно, эвкалипты, некоторые из которых имеют возраст более 400 лет, высоту 90 метров и 20 метров в диаметре. Кроме того, в парке произрастает огромное количество грибов, в особенности хлороцибория сине-зеленоватая.
Достопримечательности
- Водопады Расселл, Хорсшу («подкова»), Леди-Баррон, Марриотт
- Озёра Добсон, Фентон, Ньюдегейт, Эметт, Уэбстер, Сил, Белчер, Белтон
- Горы Филд-Уэст[англ.] и Моусон[англ.], на которых функционируют горнолыжные курорты[5]

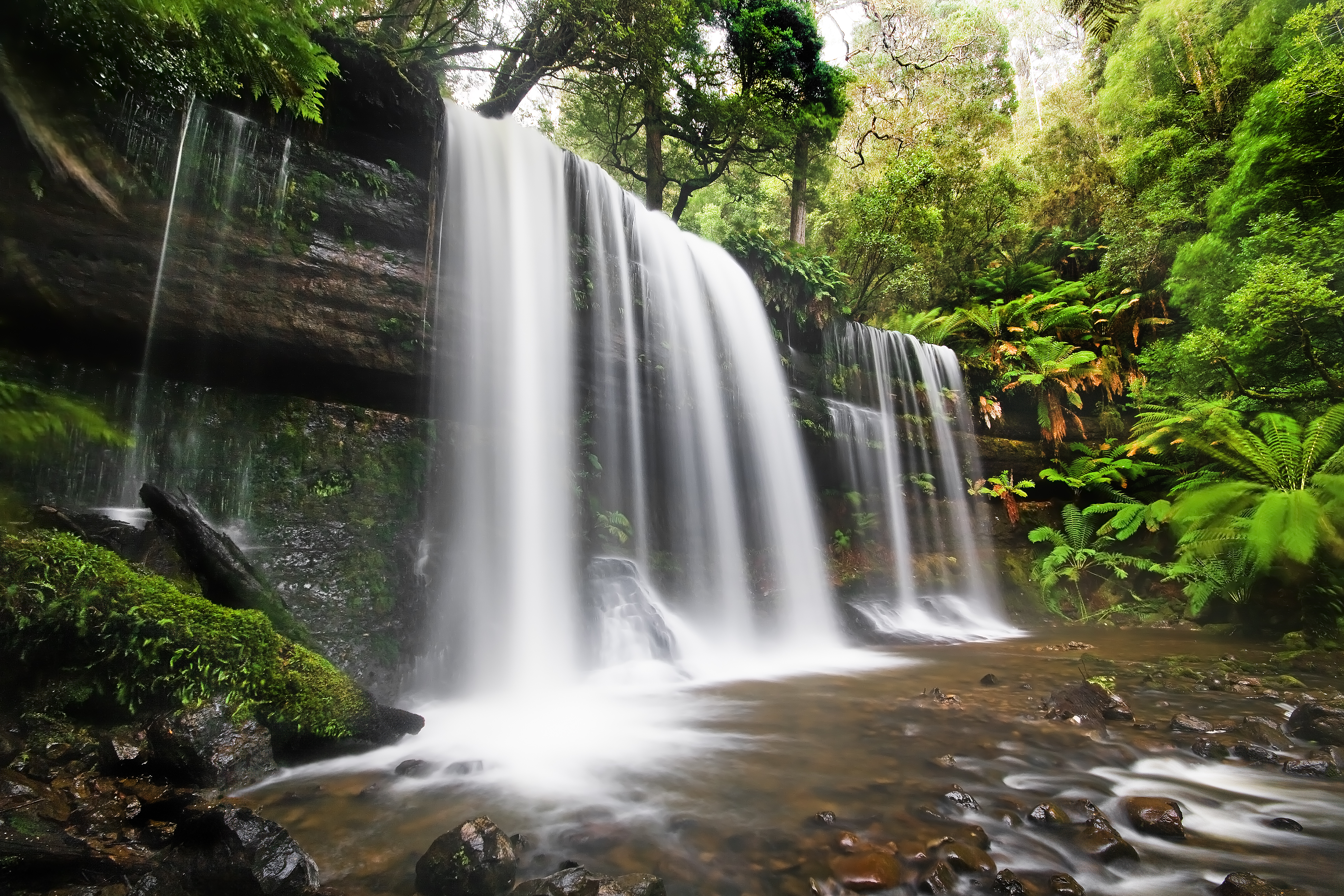
Водопад Расселл
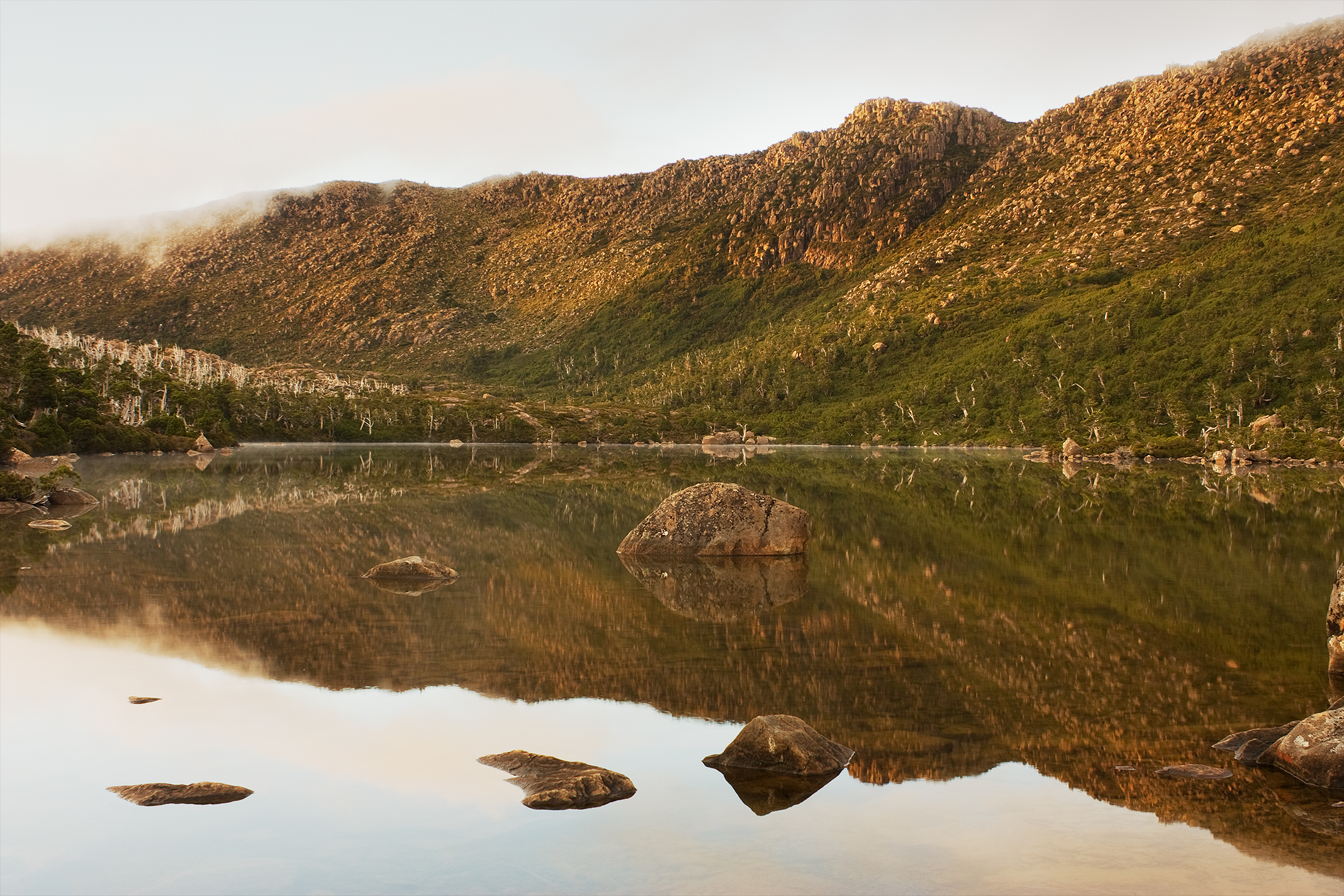
Озеро Ньюдегейт

## История
Охраняемая территория Маунт-Филд была организована в 1916 году, и таким образом, наряду с национальным парком Фрейсине, является самым старым национальным парком штата. При этом водопад Расселл и прилегающая к нему территория считались охраняемой зоной ещё с 1885 года. В 1933 году в Маунт-Филд был пойман последний в истории сумчатый волк. В 1947 году Маунт-Филд получила статус «национальный парк». С 2013 года парк входит в объект Всемирного наследия ЮНЕСКО «Дикая природа Тасмании».